# Хайнрих I фон Хартенщайн
Хайнрих I фон Хартенщайн 'Стари' (на немски: Heinrich I. von Hartenstein; Heinrich von Werben; Heinrich von Meissen; * пр. 1381; † 1423) е бургграф на Майсен (1388 – 1423) от линията Хартенщайн на род Майнхеринги.

## Биография
Той е син на граф Майнхер V (VI) фон Майсен, бургграф на Майсен, граф на Хартенщайн († 1396), и съпругата му София фон Шварцбург († сл. 1394), дъщеря на граф Хайнрих IX фон Шварцбург († 1358/1360) и Хелена фон Шаумбург-Холщайн-Пинеберг († 1341). Внук е на Херман III (IV/V) фон Майсен, бургграф на Майсен, граф на Хартенщайн († 9 март 1351) и Вилибирг фон Кверфурт-Магдебург († 20 октомврти 1336). Той има две сестри, Хелен фон Майсен († 13 юли 1393), омъжена за граф Фридрих XIV фон Байхлинген († 12 юни 1426 при Усти над Лабем/Аусиг), и Катарина фон Майсен († ок. 1354), омъжена за пан Петр I зе Кравар († 1411).
Хайнрих I е споменат за пръв път в документ през 1381 г., наследява баща си през 1388 г. в бургграфството заедно първо с чичо си Майнхер VII, след това от 1398 г. с братовдед си Майнхер VI и след неговата смърт става единствен собственик.
Хайнрих I умира през 1423 г. и е погребан в катедралата на Майсен.

## Фамилия
Хайнрих I фон Хартенщайн се жени за Катерина фон Глайхен († 13 юли 1408). Те имат децата:
- Хайнрих II фон Майсен (* пр. 1423; † 15 юни 1426 при Усти над Лабем/Аусиг), последният Майнхеринг
- Констанция фон Майсен (* в Майсен; † сл. 1423), омъжена 1408 г. за Хайнрих IV фон Валденбург († сл. 1435), син на Йохан фон Валденбург († сл. 1385)
- Катарина фон Майсен (* пр. 1435; † сл. 1449)
- София фон Майсен († сл. 3 юни 1435), омъжена пр. 3 март 1414 г. за граф Фридрих XII фон Шьонбург-Глаухау († 16 юни 1426 при Усти над Лабем/Аусиг)[4]